# جاك هاريس (منافس ألعاب قوى)
جاك هاريس هو منافس ألعاب قوى كندي، (و. 1902 – 1997 م).

## وصلات خارجية
- جاك هاريس على موقع أوليمبيديا (الإنجليزية)